# ウィズ・ザ・ビートルズ
『ウィズ・ザ・ビートルズ』（With the Beatles）は、イギリスにおいて1963年11月22日に発売されたビートルズの2作目のイギリス盤公式オリジナル・アルバム。全英アルバムチャートでは、30週連続で第1位を獲得していた前作『プリーズ・プリーズ・ミー』を抜いて第1位を獲得した。

## 解説
1963年11月22日にイギリスで発売された本作より、モノラル盤とステレオ盤が同じ日に発売されるようになった。
ジョージ・ハリスン初の作詞作曲「ドント・バザー・ミー」を含む8曲の自作曲とカバー6曲が収録され、収録曲のほとんどがモータウンもしくはR&Bとなっている。また今回は先行シングル曲を収録せず、すべてアルバム用に曲を用意している。
1987年2月26日にモノラル盤、2009年9月9日にステレオ盤がCD化された。
日本では来日記念盤として『ステレオ! これがビートルズ Vol.2』と題して曲順を編集したものが発売され、イギリス盤に準拠したものは1976年に発売された。アメリカ合衆国では1987年のCD発売まで発表されなかった。本作の収録曲は『ミート・ザ・ビートルズ』『ザ・ビートルズ・セカンド・アルバム』に分解して発表され、含まれる曲も異なった。
ローリング・ストーンの選ぶオールタイム・ベストアルバム500において第420位にランクされているほか、2003年にはRobert Dimeryの音楽批評書『死ぬ前に聴くべき1001枚のアルバム』の1枚に含まれた。

## 制作
前作『プリーズ・プリーズ・ミー』では、収録曲の大部分が1日で録音されたが、『ウィズ・ザ・ビートルズ』の収録曲の場合は、1963年7月18日から10月23日までの3ヶ月間に7回に渡って録音された。本作の録音作業が行なわれていた時期、バンドはラジオ・テレビ出演、取材対応、さらに公演活動をこなす多忙な生活を送っていたが、本作にはシングル・カットされた楽曲は収録されていない。
制作作業は以下のように行なわれた。
- 7月18日：「ユー・リアリー・ゴッタ・ホールド・オン・ミー」「マネー」「デヴィル・イン・ハー・ハート」「ティル・ゼア・ウォズ・ユー」[10]
- 7月30日：「プリーズ・ミスター・ポストマン」「イット・ウォント・ビー・ロング」「マネー」「ティル・ゼア・ウォズ・ユー」「ロール・オーバー・ベートーヴェン」「オール・マイ・ラヴィング」[10]
- 9月11日：「アイ・ウォナ・ビー・ユア・マン」「リトル・チャイルド」「オール・アイヴ・ゴット・トゥ・ドゥ」「ナット・ア・セカンド・タイム」「ドント・バザー・ミー」[11]
- 9月12日：「ホールド・ミー・タイト」「ドント・バザー・ミー」「リトル・チャイルド」「アイ・ウォナ・ビー・ユア・マン」[12]
- 10月3日：「アイ・ウォナ・ビー・ユア・マン」「リトル・チャイルド」[13]
- 10月17日：「抱きしめたい」「ジス・ボーイ」「ユー・リアリー・ゴッタ・ホールド・オン・ミー」
この日はビートルズのレコーディング・セッションにおいて初めて4トラック・レコーダーが使用されたセッションとなった。「抱きしめたい」と「ジス・ボーイ」の2曲は11月29日にシングル盤（前者をA面、後者をB面）として発売された[14]。
- 10月23日：「アイ・ウォナ・ビー・ユア・マン」[15]

## アルバム・ジャケット
前作『プリーズ・プリーズ・ミー』のアルバム・ジャケットはカラー写真で、アイドル・グループのアルバム風だったが、この作品は白黒写真で、彼らの顔に片側から光を当てて、光の当たらない側半分を影にして撮影するという当時としては画期的な手法（通称：ハーフ・シャドウ）が用いられた。
このジャケット写真を撮影したのはロバート・フリーマン。マネージャーのブライアン・エプスタインは、フリーマンが撮影したジョン・コルトレーンの白黒写真に感銘を受けて依頼した。メンバーはハンブルク滞在中に知り合った友人のアストリッド・キルヒャーが撮影していた写真をフリーマンに見せて、同様のものにしてほしいと要請した。このアルバムジャケット以降、レコード・ジャケットがアート作品として注目されるきっかけになり、『アビイ・ロード』のジャケット同様、多くの模倣やパロディを生んだ。ヴァン・ヘイレンのアルバム『OU812』も同じ手法で撮影されたジャケットを用いている。
オーストラリアで発売された本作のジャケットは、まったく異なるものになっている。なお、この変更されたジャケットにメンバーは満足していなかったとされている。

## 収録曲
- 邦題の表記は、日本公式サイトに準拠[21]。
- 特記を除き、作詞作曲はレノン＝マッカートニーによるもの。

| #         | タイトル                                                   | 作詞・作曲 | リード・ボーカル                      | 時間  |
| --------- | ---------------------------------------------------------- | --- | ------------------------------------- | ----- |
| 1.        | 「イット・ウォント・ビー・ロング」(It Won't Be Long)       | | ジョン・レノン                        | 2:13  |
| 2.        | 「オール・アイヴ・ゴット・トゥ・ドゥ」(All I've Got To Do) | | ジョン・レノン                        | 2:02  |
| 3.        | 「オール・マイ・ラヴィング」(All My Loving)                | | ポール・マッカートニー                | 2:07  |
| 4.        | 「ドント・バザー・ミー」(Don't Bother Me)                  | ジョージ・ハリスン | ジョージ・ハリスン                    | 2:28  |
| 5.        | 「リトル・チャイルド」(Little Child)                       | | ジョン・レノン ポール・マッカートニー | 1:46  |
| 6.        | 「ティル・ゼア・ウォズ・ユー」(Till There Was You)         | メレディス・ウィルソン | ポール・マッカートニー                | 2:14  |
| 7.        | 「プリーズ・ミスター・ポストマン」(Please Mister Postman)  | ジョージア・ドビンズ （ 英語版 ） ウィリアム・ガレット フレディ・ゴーマン （ 英語版 ） ブライアン・ホーランド （ 英語版 ） ロバート・ベイトマン （ 英語版 ） | ジョン・レノン                        | 2:34  |
| 合計時間: | 合計時間:                                                  | 合計時間: | 合計時間:                             | 15:24 |

| #         | タイトル                                                                      | 作詞・作曲                                                 | リード・ボーカル                  | 時間  |
| --------- | ----------------------------------------------------------------------------- | ---------------------------------------------------------- | --------------------------------- | ----- |
| 1.        | 「ロール・オーバー・ベートーヴェン」(Roll Over Beethoven)                     | チャック・ベリー                                           | ジョージ・ハリスン                | 2:45  |
| 2.        | 「ホールド・ミー・タイト」(Hold Me Tight)                                     |                                                            | ポール・マッカートニー            | 2:32  |
| 3.        | 「ユー・リアリー・ゴッタ・ホールド・オン・ミー」(You Really Got A Hold On Me) | スモーキー・ロビンソン                                     | ジョン・レノン ジョージ・ハリスン | 3:01  |
| 4.        | 「アイ・ウォナ・ビー・ユア・マン」(I Wanna Be Your Man)                       |                                                            | リンゴ・スター                    | 1:59  |
| 5.        | 「デヴィル・イン・ハー・ハート」(Devil in Her Heart)                          | リチャード・ドラプキン                                     | ジョージ・ハリスン                | 2:26  |
| 6.        | 「ナット・ア・セカンド・タイム」(Not a Second Time)                           |                                                            | ジョン・レノン                    | 2:07  |
| 7.        | 「マネー」(Money (That's What I Want))                                        | ジェイニー・ブラッドフォード （ 英語版 ） ベリー・ゴーディ | ジョン・レノン                    | 2:49  |
| 合計時間: | 合計時間:                                                                     | 合計時間:                                                  | 合計時間:                         | 17:39 |

| #         | タイトル                                                   | 作詞・作曲                                                                                               | リード・ボーカル                      | 時間  |
| --------- | ---------------------------------------------------------- | --- | ------------------------------------- | ----- |
| 1.        | 「オール・マイ・ラヴィング」(All My Loving)                | | ポール・マッカートニー                | 2:07  |
| 2.        | 「プリーズ・ミスター・ポストマン」(Please Mister Postman)  | ジョージア・ドビンズ ウィリアム・ガレット フレディ・ゴーマン ブライアン・ホーランド ロバート・ベイトマン | ジョン・レノン                        | 2:34  |
| 3.        | 「ドント・バザー・ミー」(Don't Bother Me)                  | ジョージ・ハリスン                                                                                       | ジョージ・ハリスン                    | 2:28  |
| 4.        | 「イット・ウォント・ビー・ロング」(It Won't Be Long)       | | ジョン・レノン                        | 2:13  |
| 5.        | 「オール・アイヴ・ゴット・トゥ・ドゥ」(All I've Got To Do) | | ジョン・レノン                        | 2:02  |
| 6.        | 「リトル・チャイルド」(Little Child)                       | | ジョン・レノン ポール・マッカートニー | 1:46  |
| 7.        | 「ティル・ゼア・ウォズ・ユー」(Till There Was You)         | メレディス・ウィルソン                                                                                   | ポール・マッカートニー                | 2:14  |
| 合計時間: | 合計時間:                                                  | 合計時間:                                                                                                | 合計時間:                             | 15:24 |

| #         | タイトル                                                                      | 作詞・作曲                                    | リード・ボーカル                  | 時間  |
| --------- | ----------------------------------------------------------------------------- | --------------------------------------------- | --------------------------------- | ----- |
| 1.        | 「ロール・オーバー・ベートーヴェン」(Roll Over Beethoven)                     | チャック・ベリー                              | ジョージ・ハリスン                | 2:45  |
| 2.        | 「マネー」(Money (That's What I Want))                                        | ジェイニー・ブラッドフォード ベリー・ゴーディ | ジョン・レノン                    | 2:49  |
| 3.        | 「アイ・ウォナ・ビー・ユア・マン」(I Wanna Be Your Man)                       |                                               | リンゴ・スター                    | 1:59  |
| 4.        | 「ホールド・ミー・タイト」(Hold Me Tight)                                     |                                               | ポール・マッカートニー            | 2:32  |
| 5.        | 「デヴィル・イン・ハー・ハート」(Devil in Her Heart)                          | リチャード・ドラプキン                        | ジョージ・ハリスン                | 2:26  |
| 6.        | 「ナット・ア・セカンド・タイム」(Not a Second Time)                           |                                               | ジョン・レノン                    | 2:07  |
| 7.        | 「ユー・リアリー・ゴッタ・ホールド・オン・ミー」(You Really Got A Hold On Me) | スモーキー・ロビンソン                        | ジョン・レノン ジョージ・ハリスン | 3:01  |
| 合計時間: | 合計時間:                                                                     | 合計時間:                                     | 合計時間:                         | 17:39 |

## クレジット
※出典
ビートルズ
- ジョン・レノン - リード・ボーカル、バッキング・ボーカル、リズムギター、アコースティック・ギター、ハンドクラップ、ハーモニカ（A-5）、クラシック・ギター（A-6）、タンバリン（A-4）
- ポール・マッカートニー - リード・ボーカル、バッキング・ボーカル、ベースギター、ハンドクラップ、ピアノ（A-5）、クラベス（A-4）
- ジョージ・ハリスン - リード・ボーカル、バッキング・ボーカル、リードギター、アコースティック・ギター、ハンドクラップ、クラシック・ギター（A-6）
- リンゴ・スター - ドラム、タンバリン、マラカス、リード・ボーカル（B-6）、ボンゴ（A-5, 6）

外部ミュージシャン・スタッフ
- ロバート・フリーマン - カバー写真
- ジョージ・マーティン - プロデュース、ミキサー、編曲、オルガン（B-6）、ピアノ（B-3, 6, 7）
- ノーマン・スミス - エンジニア、ミキサー

## チャート成績
| チャート (1963年 - 1964年)  | 最高位 |
| --------------------------- | ------ |
| ドイツ (Offizielle Top 100) | 1      |
| UK アルバムズ (OCC)         | 1      |

| チャート (1987年)     | 最高位 |
| --------------------- | ------ |
| 日本 (オリコン)       | 4      |
| オランダ (MegaCharts) | 25     |
| UK アルバムズ (OCC)   | 40     |

| チャート (2009年)                      | 最高位 |
| -------------------------------------- | ------ |
| ベルギー (Ultratop Flanders)           | 83     |
| ベルギー (Ultratop Wallonia)           | 88     |
| フィンランド (Suomen virallinen lista) | 31     |
| イタリア (FIMI)                        | 82     |
| 日本 (オリコン)                        | 30     |
| オランダ (MegaCharts)                  | 25     |
| スペイン (PROMUSICAE)                  | 70     |
| スウェーデン (Sverigetopplistan)       | 34     |
| スイス (Schweizer Hitparade)           | 73     |
| UK アルバムズ (OCC)                    | 51     |

| チャート (2010年)    | 最高位 |
| -------------------- | ------ |
| US Billboard Hot 200 | 179    |

## 認定
| 国/地域                    | 認定 | 認定/売上数 |
| -------------------------- | ---- | ----------- |
| アルゼンチン (CAPIF)       | Gold | 30,000^     |
| オーストラリア (ARIA)      | Gold | 35,000^     |
| カナダ (Music Canada)      | Gold | 50,000^     |
| ドイツ (BVMI)              | Gold | 250,000^    |
| イギリス (BPI)             | Gold | 100,000^    |
| アメリカ合衆国 (RIAA)      | Gold | 500,000^    |
| ^ 認定のみに基づく出荷枚数 |      |             |

 英国レコード産業協会による認定は、1994年以降の売上によるもの。

## 各国での販売形態
| 国                | 発売日         | レーベル   | 販売形態               | カタログ番号     |
| ----------------- | -------------- | ---------- | ---------------------- | ---------------- |
| イギリス          | 1963年11月22日 | Parlophone | Monaural LP            | PMC 1206         |
| イギリス          | 1963年11月22日 | Parlophone | Stereo LP              | PCS 3045         |
| イギリス          | 1987年2月16日  | Parlophone | Monaural CD            | CDP 7 46436 2    |
| アメリカ          | 1987年2月26日  | Parlophone | CD                     | CDP 7 46436 2    |
| アメリカ          | 1987年7月21日  | Capitol    | Monaural LP            | MAS 2653         |
| 日本              | 1967年6月5日   | ODEON      | Stereo LP              | EAS-80551        |
| 日本              | 1982年1月21日  | ODEON      | Monaural LP            | EAS-70131        |
| 日本              | 1987年6月1日   | ODEON      | Monaural CD            | CP32-5328        |
| 日本              | 2004年1月21日  | Parlophone | Remastered LP          | TOJP-60138       |
| Worldwide reissue | 2009年9月9日   | Apple      | Remastered stereo CD   | 0946 3 82420 2 4 |
| Worldwide reissue | 2009年9月9日   | Apple      | Remastered monaural CD |                  |
| Worldwide reissue | 2012年11月13日 | Apple      | Remastered stereo LP   | 0094638242017    |

## 関連文献
- 『バンドスコア ビートルズ / ウィズ・ザ・ビートルズ』（シンコーミュージック、2003年10月22日）ISBN 978-4401361861